# 林訥科格爾山
47°43′11″N 13°50′25″E / 47.71972°N 13.84028°E

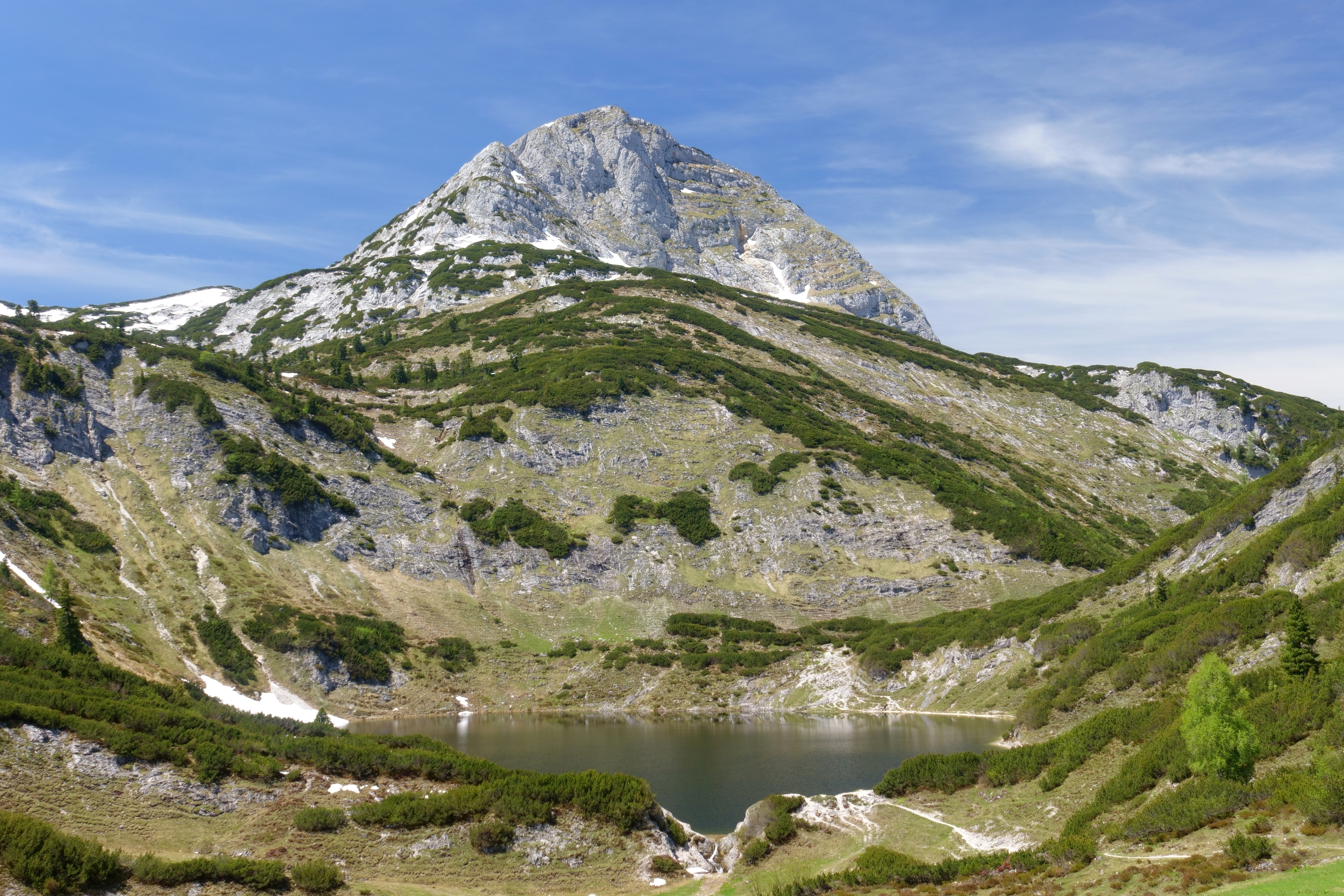

林訥科格爾山（德語：Rinnerkogel），是奧地利的山峰，位於該國北部，由上奧地利州負責管轄，屬於托特斯山脈的一部分，海拔高度2,012米，每年平均降雨量1,801毫米。